# Pölkenstraße 48 (Quedlinburg)

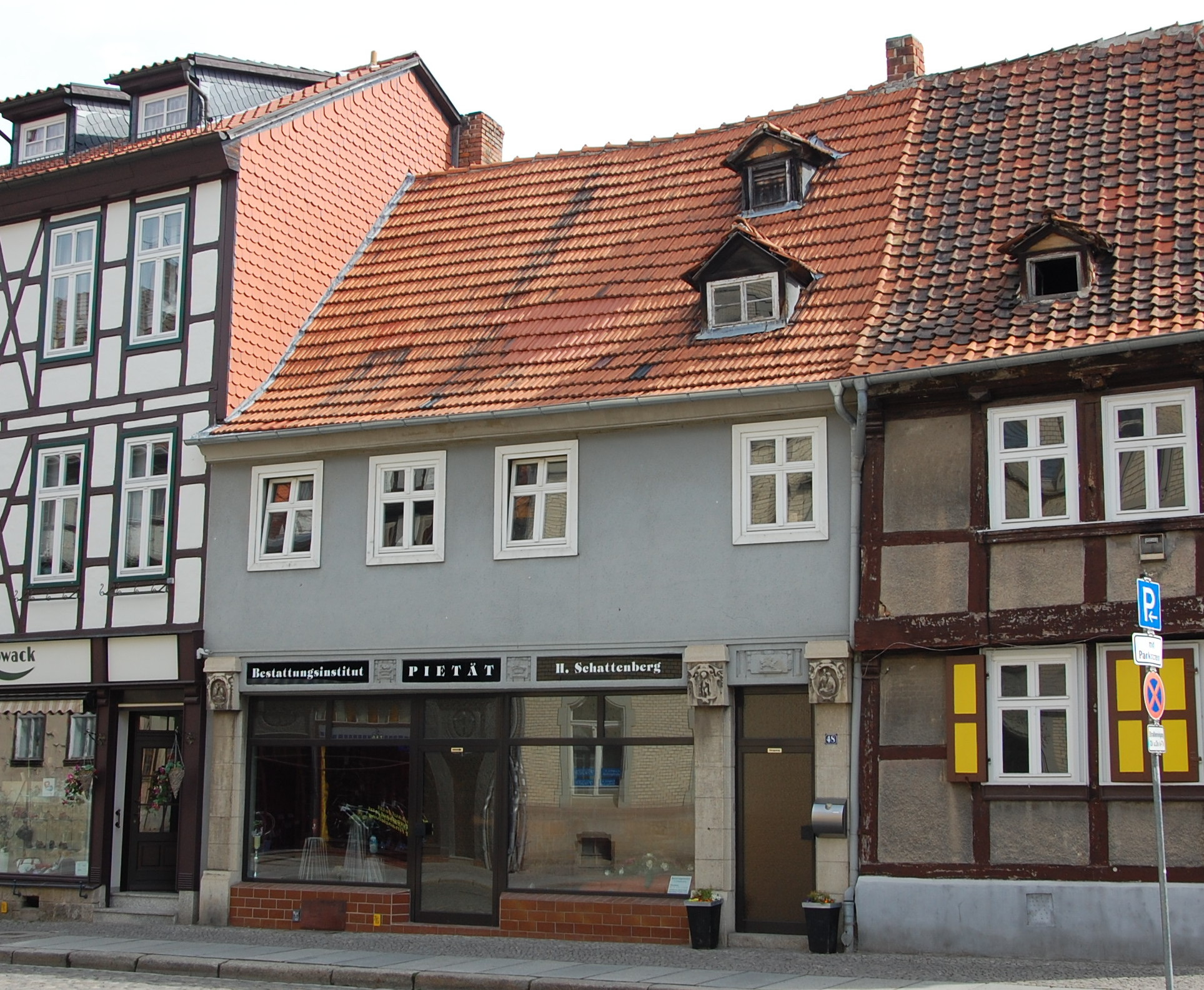
Vorderhaus Pölkenstraße 48

Das Haus Pölkenstraße 48 ist ein denkmalgeschütztes Gebäude in der Stadt Quedlinburg in Sachsen-Anhalt.

## Lage
Es befindet sich in der historischen Quedlinburger Neustadt auf der Ostseite der Pölkenstraße und ist im Quedlinburger Denkmalverzeichnis als Wirtschaftsgebäude eingetragen. Nördlich grenzt das gleichfalls denkmalgeschützte Haus Pölkenstraße 47 an.

## Architektur und Geschichte
Das Anwesen stellt den Rest eines älteren Hofs dar. Der Denkmalschutz betrifft dabei den auf der Nordseite des Hofs befindlichen Gebäudeflügel. Das in Fachwerkbauweise errichtete zweigeschossige Wirtschaftsgebäude verfügt über ein mit senkrecht angeordneten Brettern verkleidetes, etwas vorkragendes Obergeschoss. Im Erdgeschoss des Flügels befinden sich noch original erhaltene Kreuzstockfenster.